# Zangvereniging Vriendenkring Steyl
Zangvereniging Vriendenkring is het oudste zangkoor van de gemeente Venlo.

## Algemeen
Het oudste mannenkoor in de regio Venlo, gevestigd in Steyl, heeft ongeveer 56 leden, waarvan 53 actief zingend. Het repertoire van dit koor bevat onder andere slavische gezangen, Duitse liederen, werken uit opera's en operettes en strekt zich zelfs uit tot hedendaagse popmuziek. Deze werken worden in het algemeen vierstemmig ten gehore gebracht. Het koor is bij tijd en wijle ook te horen in kerken.
Het koor organiseert jaarlijks een 'Te gast bij Vriendenkring'-concert waarbij samenwerking met andere muziekgezelschappen of solisten gezocht wordt. Tijdens de laatste repetitie voor de zomervakantie geeft het koor voor de lokale bevolking een zogenoemd Astebleef-concert waarbij een voornamelijk licht repertoire ten gehore gebracht wordt.

## Geschiedenis

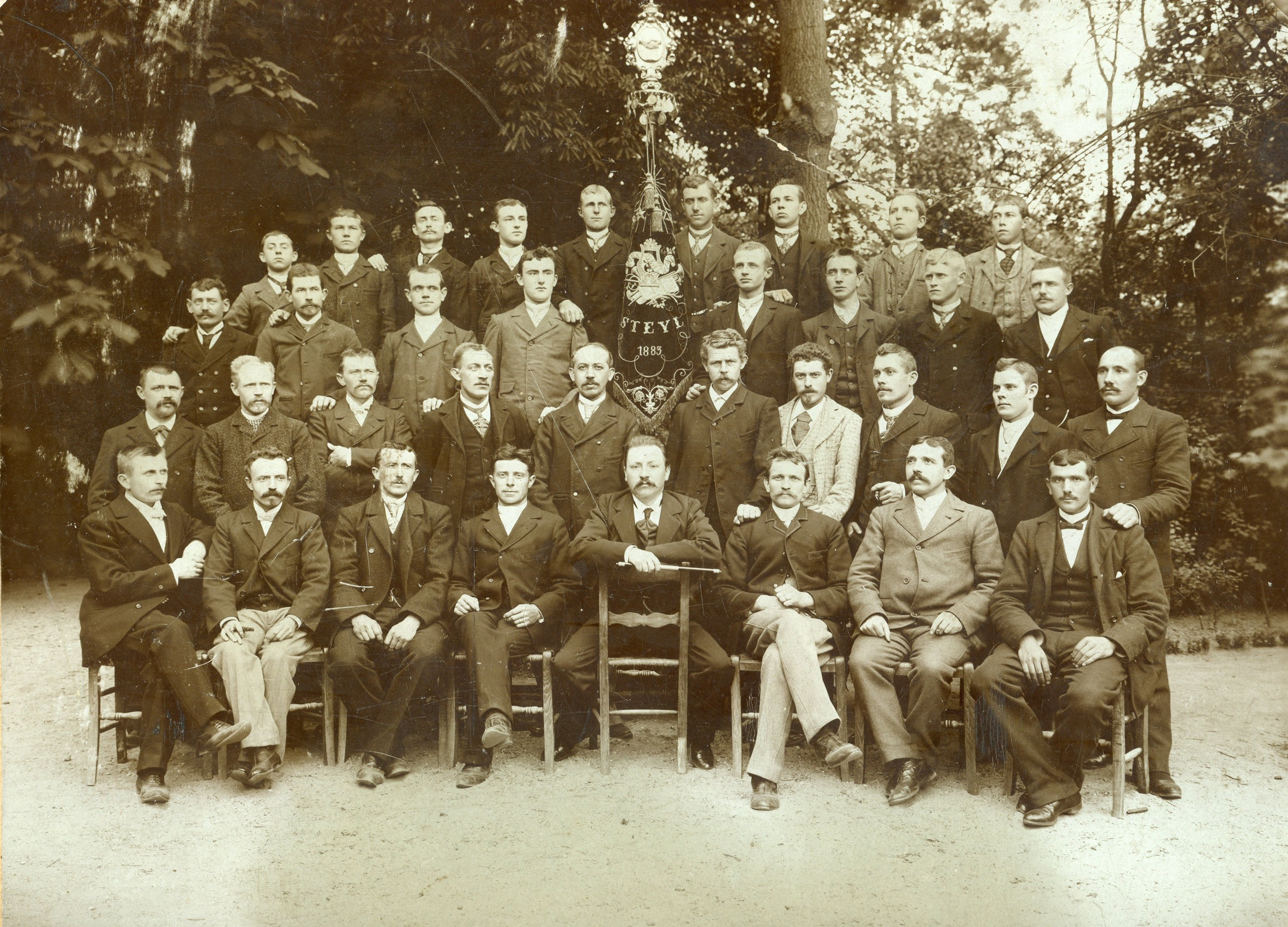
Vriendenkring in 1898

In 1883 werd uit de schutterij St. Sebastianus een mannenkoor opgericht. Aanvankelijk repeteerde men onder leiding van de kerkorganist na de zondagse hoogmis. De ambitie was zo groot dat de groep snel uitgroeide tot een volwaardige zangvereniging. In de eerste bestaanshelft ontving het koor regelmatig andere muziek- en zangverenigingen, die de goed opgezette festivals in Steyl graag bezochten. Aan de eerste lustrumviering in 1888 namen 15 verenigingen deel.
Na de oorlog ontstond de traditie om per vijf jaar een concert te geven met medewerking van symfonieorkest en bekende solisten. Bij gelegenheid van het eeuwfeest in 1983 verleende koningin Beatrix de vereniging de Koninklijke Erepenning. In 1984 verleende Paus Johannes Paulus II een erepenning.
Negen buitenlandse concertreizen naar Noorwegen, Israël, Italië, Portugal, Finland, Ierland, Spanje, Slovenië en Duitsland waren hoogtepunten in de laatste 35 jaar van de koorhistorie. Bij gelegenheid van het 125-jarig bestaan in 2008 stonden in het jubileumconcert de bezochte landen van de zeven concertreizen centraal.

## Voorzitters[2]
- 1883 P.J. Driessen
- 1883-1889 L. Thijssen
- 1889-1891 A. Jentjens
- 1891 A. Perry
- 1892-1898 A. Jentjens
- 1898-1915 A. Perry, Jos Kreykamp, H. Janssen, H. Sprengers.
- 1920-1944 H.A. Peeters
- 1945-1972 W.J. Ambaum
- 1972-1984 R.S.A. Thijssen
- 1984-2006 F. Dambacher
- 2006-2009 C. Helmes
- 2009-2012 J. Dambacher
- 2012-heden M. Houba

## Dirigenten[2]
- 1883-1891 G. Franssen en L. Cleophas
- 1891-1898 A. Perry
- 1898-1910 J. Lichtenberg
- 1910-1914 Jac. Pennings
- 1918-1923 Jac. Jacobs
- 1923-1964 Martin Schmitz
- 1965-1966 Theo Lamée
- 1966-1974 Jan Verberne
- 1975-1976 Theo Timp
- 1977-1992 Bert Ramakers
- 1992-2001 Pierre Gerrits
- 2001-2020 Cor Dorssers
- 2020-heden Jan Mertens